# Lista episoadelor din Breaking Bad
Breaking Bad e un serial american de dramă creat de Vince Gilligan, care a debutat în 2008 pe canalul de televiziune AMC. Acțiunea se învârte în jurul lui Walter White (Bryan Cranston), un profesor de chimie în vârstă de 50 de ani în Albuquerque, New Mexico. După ce White e diagnosticat cu cancer pulmonar, își folosește cunoștințele de chimie pentru a prepara metamfetamină cu fostul său student, Jesse Pinkman (Aaron Paul), pentru a-și asigura viitorul financiar al familiei sale (jucată de Anna Gunn și RJ Mitte) înainte de a muri din cauza bolii.

## Privire de ansamblu
| Sezon | Sezon      | Sezon      | Episoade | Data televizării originale | Data televizării originale | Data lansării pe DVD | Data lansării pe DVD | Data lansării pe DVD | Data lansării pe Blu-ray | Data lansării pe Blu-ray | Data lansării pe Blu-ray |
| Sezon | Sezon      | Sezon      | Episoade | Premiera sezonului         | Finala sezonului           | Regiunea 1           | Regiunea 2           | Regiunea 4           | Regiunea A               | Regiunea B               |                          |
| ----- | ---------- | ---------- | -------- | -------------------------- | -------------------------- | -------------------- | -------------------- | -------------------- | ------------------------ | ------------------------ | ------------------------ |
|       | 1          | 1          | 7        | 20 ianuarie 2008           | 9 martie 2008              | 24 februarie 2009    | 14 decembrie 2009    | 8 iulie 2009         | 16 martie 2010           | 2 noiembrie 2011         |                          |
|       | 2          | 2          | 13       | 8 martie 2009              | 31 mai 2009                | 16 martie 2010       | 26 iulie 2010        | 8 februarie 2010     | 16 martie 2010           | 2 noiembrie 2011         |                          |
|       | 3          | 3          | 13       | 21 martie 2010             | 13 iunie 2010              | 7 iunie 2011         | 19 mai 2011          | 24 noiembrie 2010    | 7 iunie 2011             | 2 noiembrie 2011         |                          |
|       | 4          | 4          | 13       | 17 iulie 2011              | 9 octombrie 2011           | 5 iunie 2012         | 22 martie 2012       | 28 martie 2012       | 5 iunie 2012             | 13 iunie 2012            |                          |
|       | 5 (Pt. I)  | 5 (Pt. I)  | 8        | 15 iulie 2012              | 2 septembrie 2012          | 4 iunie 2013         | 3 iunie 2013         | 6 iunie 2013         | 4 iunie 2013             | 3 iunie 2013             |                          |
|       | 5 (Pt. II) | 5 (Pt. II) | 8        | 11 august 2013             | 29 septembrie 2013         | 26 noiembrie 2013    | 25 noiembrie 2013    | 28 noiembrie 2013    | 26 noiembrie 2013        | 25 noiembrie 2013        |                          |

## Lista episoadelor

### Sezonul 1 (2008)
| Nr. în serie | Nr. în sezon | Titlu                           | Regizat de     | Scris de       | Data televizării originale | Telespectatori (SUA) (milioane) |
| ------------ | ------------ | ------------------------------- | -------------- | -------------- | -------------------------- | ------------------------------- |
| 1            | 1            | „Pilot”                         | Vince Gilligan | Vince Gilligan | 20 ianuarie 2008           | 1.4                             |
| 2            | 2            | „Cat's in the Bag...”           | Adam Bernstein | Vince Gilligan | 27 ianuarie 2008           | N/A                             |
| 3            | 3            | „...And the Bag's in the River” | Adam Bernstein | Vince Gilligan | 10 februarie 2008          | N/A                             |
| 4            | 4            | „Cancer Man”                    | Jim McKay      | Vince Gilligan | 17 februarie 2008          | N/A                             |
| 5            | 5            | „Gray Matter”                   | Tricia Brock   | Patty Lin      | 24 februarie 2008          | N/A                             |
| 6            | 6            | „Crazy Handful of Nothin'”      | Bronwen Hughes | George Mastras | 2 martie 2008              | N/A                             |
| 7            | 7            | „A No-Rough-Stuff-Type Deal”    | Tim Hunter     | Peter Gould    | 9 martie 2008              | 1.5                             |

### Sezonul 2 (2009)
| Nr. în serie | Nr. în sezon | Titlu                | Regizat de        | Scris de                    | Data televizării originale | Telespectatori (SUA) (milioane) |
| ------------ | ------------ | -------------------- | ----------------- | --------------------------- | -------------------------- | ------------------------------- |
| 8            | 1            | „Seven Thirty-Seven” | Bryan Cranston    | J. Roberts                  | 8 martie 2009              | 1.66                            |
| 9            | 2            | „Grilled”            | Charles Haid      | George Mastras              | 15 martie 2009             | N/A                             |
| 10           | 3            | „Bit by a Dead Bee”  | Terry McDonough   | Peter Gould                 | 22 martie 2009             | 1.13                            |
| 11           | 4            | „Down”               | John Dahl         | Sam Catlin                  | 29 martie 2009             | 1.29                            |
| 12           | 5            | „Breakage”           | Johan Renck       | Moira Walley-Beckett        | 5 aprilie 2009             | 1.21                            |
| 13           | 6            | „Peekaboo”           | Peter Medak       | J. Roberts & Vince Gilligan | 12 aprilie 2009            | 1.41                            |
| 14           | 7            | „Negro Y Azul”       | Felix Alcala      | John Shiban                 | 19 aprilie 2009            | N/A                             |
| 15           | 8            | „Better Call Saul”   | Terry McDonough   | Peter Gould                 | 26 aprilie 2009            | 1.04                            |
| 16           | 9            | „4 Days Out”         | Michelle MacLaren | Sam Catlin                  | 3 mai 2009                 | N/A                             |
| 17           | 10           | „Over”               | Phil Abraham      | Moira Walley-Beckett        | 10 mai 2009                | N/A                             |
| 18           | 11           | „Mandala”            | Adam Bernstein    | George Mastras              | 17 mai 2009                | N/A                             |
| 19           | 12           | „Phoenix”            | Colin Bucksey     | John Shiban                 | 24 mai 2009                | N/A                             |
| 20           | 13           | „ABQ”                | Adam Bernstein    | Vince Gilligan              | 31 mai 2009                | N/A                             |

### Sezonul 3 (2010)
| Nr. în serie | Nr. în sezon | Titlu                | Regizat de        | Scris de                          | Data televizării originale | Telespectatori (SUA) (milioane) |
| ------------ | ------------ | -------------------- | ----------------- | --------------------------------- | -------------------------- | ------------------------------- |
| 21           | 1            | „No Mas”             | Bryan Cranston    | Vince Gilligan                    | 21 martie 2010             | 1.95                            |
| 22           | 2            | „Caballo Sin Nombre” | Adam Bernstein    | Peter Gould                       | 28 martie 2010             | 1.55                            |
| 23           | 3            | „I.F.T.”             | Michelle MacLaren | George Mastras                    | 4 aprilie 2010             | 1.33                            |
| 24           | 4            | „Green Light”        | Scott Winant      | Sam Catlin                        | 11 aprilie 2010            | 1.46                            |
| 25           | 5            | „Mas”                | Johan Renck       | Moira Walley-Beckett              | 18 aprilie 2010            | 1.61                            |
| 26           | 6            | „Sunset”             | John Shiban       | John Shiban                       | 25 aprilie 2010            | 1.64                            |
| 27           | 7            | „One Minute”         | Michelle MacLaren | Thomas Schnauz                    | 2 mai 2010                 | 1.52                            |
| 28           | 8            | „I See You”          | Colin Bucksey     | Gennifer Hutchison                | 9 mai 2010                 | 1.78                            |
| 29           | 9            | „Kafkaesque”         | Michael Slovis    | Peter Gould & George Mastras      | 16 mai 2010                | 1.61                            |
| 30           | 10           | „Fly”                | Rian Johnson      | Sam Catlin & Moira Walley-Beckett | 23 mai 2010                | 1.20                            |
| 31           | 11           | „Abiquiu”            | Michelle MacLaren | John Shiban & Thomas Schnauz      | 30 mai 2010                | 1.32                            |
| 32           | 12           | „Half Measures”      | Adam Bernstein    | Sam Catlin & Peter Gould          | 6 iunie 2010               | 1.19                            |
| 33           | 13           | „Full Measure”       | Vince Gilligan    | Vince Gilligan                    | 13 iunie 2010              | 1.56                            |

### Sezonul 4 (2011)
| Nr. în serie | Nr. în sezon | Titlu               | Regizat de        | Scris de                              | Data televizării originale | Telespectatori (SUA) (milioane) |
| ------------ | ------------ | ------------------- | ----------------- | ------------------------------------- | -------------------------- | ------------------------------- |
| 34           | 1            | „Box Cutter”        | Adam Bernstein    | Vince Gilligan                        | 17 iulie 2011              | 2.58                            |
| 35           | 2            | „Thirty-Eight Snub” | Michelle MacLaren | George Mastras                        | 24 iulie 2011              | 1.97                            |
| 36           | 3            | „Open House”        | David Slade       | Sam Catlin                            | 31 iulie 2011              | 1.71                            |
| 37           | 4            | „Bullet Points”     | Colin Bucksey     | Moira Walley-Beckett                  | 7 august 2011              | 1.83                            |
| 38           | 5            | „Shotgun”           | Michelle MacLaren | Thomas Schnauz                        | 14 august 2011             | 1.75                            |
| 39           | 6            | „Cornered”          | Michael Slovis    | Gennifer Hutchison                    | 21 august 2011             | 1.67                            |
| 40           | 7            | „Problem Dog”       | Peter Gould       | Peter Gould                           | 28 august 2011             | 1.91                            |
| 41           | 8            | „Hermanos”          | Johan Renck       | Sam Catlin & George Mastras           | 4 septembrie 2011          | 1.98                            |
| 42           | 9            | „Bug”               | Terry McDonough   | Moira Walley-Beckett & Thomas Schnauz | 11 septembrie 2011         | 1.89                            |
| 43           | 10           | „Salud”             | Michelle MacLaren | Peter Gould & Gennifer Hutchison      | 18 septembrie 2011         | 1.80                            |
| 44           | 11           | „Crawl Space”       | Scott Winant      | George Mastras & Sam Catlin           | 25 septembrie 2011         | 1.55                            |
| 45           | 12           | „End Times”         | Vince Gilligan    | Thomas Schnauz & Moira Walley-Beckett | 2 octombrie 2011           | 1.73                            |
| 46           | 13           | „Face Off”          | Vince Gilligan    | Vince Gilligan                        | 9 octombrie 2011           | 1.90                            |

### Sezonul 5 (2012–13)
| Nr. în serie  | Nr. în sezon | Titlu              | Regizat de        | Scris de             | Data televizării originale | Telespectatori (SUA) (milioane) |
| Partea I      |              |                    |                   |                      |                            |                                 |
| ------------- | ------------ | ------------------ | ----------------- | -------------------- | -------------------------- | ------------------------------- |
| 47            | 1            | „Live Free or Die” | Michael Slovis    | Vince Gilligan       | 15 iulie 2012              | 2.93                            |
| 48            | 2            | „Madrigal”         | Michelle MacLaren | Vince Gilligan       | 22 iulie 2012              | 2.29                            |
| 49            | 3            | „Hazard Pay”       | Adam Bernstein    | Peter Gould          | 29 iulie 2012              | 2.20                            |
| 50            | 4            | „Fifty-One”        | Rian Johnson      | Sam Catlin           | 5 august 2012              | 2.29                            |
| 51            | 5            | „Dead Freight”     | George Mastras    | George Mastras       | 12 august 2012             | 2.48                            |
| 52            | 6            | „Buyout”           | Colin Bucksey     | Gennifer Hutchison   | 19 august 2012             | 2.81                            |
| 53            | 7            | „Say My Name”      | Thomas Schnauz    | Thomas Schnauz       | 26 august 2012             | 2.98                            |
| 54            | 8            | „Gliding Over All” | Michelle MacLaren | Moira Walley-Beckett | 2 septembrie 2012          | 2.78                            |
| Partea a II-a |              |                    |                   |                      |                            |                                 |
| 55            | 9            | „Blood Money”      | Bryan Cranston    | Peter Gould          | 11 august 2013             | 5.92                            |
| 56            | 10           | „Buried”           | Michelle MacLaren | Thomas Schnauz       | 18 august 2013             | 4.77                            |
| 57            | 11           | „Confessions”      | Michael Slovis    | Gennifer Hutchison   | 25 august 2013             | 4.85                            |
| 58            | 12           | „Rabid Dog”        | Sam Catlin        | Sam Catlin           | 1 septembrie 2013          | 4.41                            |
| 59            | 13           | „To'hajiilee”      | Michelle MacLaren | George Mastras       | 8 septembrie 2013          | 5.11                            |
| 60            | 14           | „Ozymandias”       | Rian Johnson      | Moira Walley-Beckett | 15 septembrie 2013         | 6.37                            |
| 61            | 15           | „Granite State”    | Peter Gould       | Peter Gould          | 22 septembrie 2013         | 6.58                            |
| 62            | 16           | „Felina”           | Vince Gilligan    | Vince Gilligan       | 29 septembrie 2013         | 10.28                           |

## Minisoadele (2009)
În februarie 2009, AMC a făcut o serie de 5 mini-episoade originale disponibile online (și incluse în DVD-ul sezonului al doilea) ducând la premiera celui de-al doilea sezon, toate cu un scop mai mult de amuzament decât de episoade complete.
| Nr. | Titlu                | Regizat de  | Scris de           | Lansat original   |
| --- | -------------------- | ----------- | ------------------ | ----------------- |
| 1   | „Good Cop / Bad Cop” | John Shiban | Suzanne Potts      | 17 februarie 2009 |
| 2   | „Wedding Day”        | John Shiban | Kate Powers        | 17 februarie 2009 |
| 3   | „TwaüghtHammër”      | John Shiban | Gennifer Hutchison | 17 februarie 2009 |
| 4   | „Marie's Confession” | John Shiban | Vince Gilligan     | 17 februarie 2009 |
| 5   | „The Break-In”       | John Shiban | Gennifer Hutchison | 17 februarie 2009 |